# 児玉政吉
児玉 政吉（こだま まさきち、1910年（明治43年）4月10日 - 1987年（昭和62年）10月27日）は、日本の政治家。秋田県鹿角市長。

## 来歴
秋田県鹿角郡柴平村（のち花輪町、現・鹿角市）出身。1925年、柴平村立平本尋常高等小学校卒。1935年、三菱金属鉱業尾去沢鉱業所に入る。戦後、日本社会党に入り、1947年、尾去沢町議会議員に当選、3期務める。1959年、尾去沢町長に当選。鹿角市に合併するまで4期務めた。この間、鹿角郡町村会長、秋田県町村会副会長を務めた。1972年に鹿角市が発足、市政執行者となった。1976年、鹿角市長に立候補し、現職の阿部新を破って当選する。1980年に再選を目指したが、元市長の阿部新に敗れた。1982年、鹿角市功労者。1983年、勲四等瑞宝章受章。1987年、死去。